# Alfred Orban de Xivry
Pour les autres membres de la famille, voir Famille Orban de Xivry.
Le baron Alfred François Antoine Marie Orban de Xivry, né le 7 décembre 1857 et mort le 16 juillet 1922, est un avocat et homme politique belge.

## Biographie
Il est le fils de Grégoire Orban de Xivry, le gendre de Jules Roberti et le père d'Étienne Orban de Xivry.

## Mandats
- Membre du Conseil provincial de Brabant : 1888-1898
- Membre du Sénat belge : 1898-1922
- Secrétaire du Sénat belge : 1911-1922

## Distinctions
- Grand officier de l'ordre de Léopold
- Grand-croix de l'Ordre de la Couronne de chêne
- Commandeur avec plaque de l'ordre de Saint-Grégoire-le-Grand
- Commandeur avec plaque de l'ordre d'Isabelle la Catholique

## Sources
- P. Van Molle, Het Belgisch parlement, p. 258.

- Ressource relative à plusieurs domaines :   - ODIS